# Eduard Abzalimow
Eduard Maratowicz Abzalimow, ros. Эдуард Маратович Абзалимов (ur. 9 marca 1984 w Miass) – rosyjski bokser, wicemistrz świata i mistrz Europy.
Jego największym dotychczasowym sukcesem jest srebrny medal mistrzostw świata w 2009 roku i mistrzostwo Starego Kontynentu rok później.